# Jotolchén Dos
Jotolchén Dos är en ort i Mexiko.   Den ligger i kommunen Simojovel och delstaten Chiapas, i den sydöstra delen av landet, 700 km öster om huvudstaden Mexico City. Jotolchén Dos ligger 761 meter över havet och antalet invånare är 140.
Terrängen runt Jotolchén Dos är bergig åt sydväst, men åt nordost är den kuperad. Runt Jotolchén Dos är det ganska tätbefolkat, med 104 invånare per kvadratkilometer. Närmaste större samhälle är Simojovel de Allende, 6,5 km öster om Jotolchén Dos. Omgivningarna runt Jotolchén Dos är en mosaik av jordbruksmark och naturlig växtlighet.